# Sambobrydning
Sambobrydning er en kampsport, grundlagt af Vasily Oschepkov i 1920'ernes Rusland.[kilde mangler] Det har rødder i slaviske og mellemøstlige brydeformer, ligesom judo har været en stor inspirationskilde. Populært kaldes det russisk judo. Sombobrydning er en nyligt ankommen betegnelse for konkurrencesambobrydning.[kilde mangler]

## Historie
International Sambo Federation (FIAS) blev i 1985 medlem af den internationale organisation SportAccord og tiltrådte FIAS World Anti-Doping Code of WADA (World Anti-Doping Agency) i år 2006.

## Eksterne links
- Wikimedia Commons har flere filer relateret til Sambobrydning
- Den officielle hjemmeside for International Sambo Federation.